# ダニエル・パディーヤ
ダニエル・ジョン・フォード・パディーヤ（Daniel John Ford Padilla、1995年4月26日 - ）は、フィリピン人の俳優、歌手。